# Saye
Die Saye ist ein Fluss in Frankreich, der in der Region Nouvelle-Aquitaine verläuft. Sie entspringt im Gemeindegebiet von Chepniers, entwässert im Oberlauf in südwestlicher Richtung, dreht später nach Südost, passiert eine Zone des Weinanbaugebietes Bordeaux und mündet nach insgesamt rund 42 Kilometern an der Gemeindegrenze von Galgon und Savignac-de-l’Isle als linker Nebenfluss in die Isle. Auf ihrem Weg durchquert die Saye die Départements Charente-Maritime und Gironde.

## Orte am Fluss
- Saint-Yzan-de-Soudiac
- Marcenais
- Galgon

## Sehenswürdigkeiten
Die Täler der Saye und ihres Nebenflusses Meudon sind als Natura 2000-Schutzgebiet unter dem Code FR7200689 registriert.